# David Teniers III

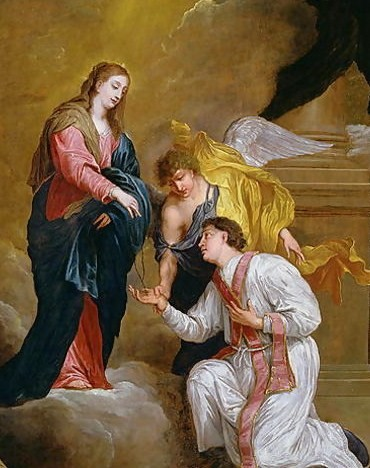
San Valentino inginocchiato in preghiera, dipinto di David Teniers III.

David Teniers III (Anversa, 10 luglio 1638 – Bruxelles, 2 ottobre 1685) è stato un pittore fiammingo.

## Biografia
Figlio di David Teniers il Giovane e Anna Brueghel, fa parte della grande dinastia dei Brueghel discendendo addirittura dal celebre Pieter Bruegel il Vecchio. Il 4 aprile 1671 sposa Anna Maria Bonnarens, dalla quale avrà cinque figli; il primogenito, David Teniers IV diventerà anch'esso pittore. Attorno al 1675 si trasferisce da Anversa a Bruxelles, città nella quale morirà dieci anni più tardi.